# Sam (bande dessinée, 2010)
Pour la bande dessinée homonyme, voir Sam (bande dessinée, 1967). Pour les autres homonymes, voir Sam.
Sam est une série de bande dessinée du Français Ohm. Publiée dans l'hebdomadaire jeunesse belge Spirou d'avril 2010 à février 2014, elle met en scène un petit samouraï, Sam, à qui il arrive des aventures humoristiques dans un Japon fictif. Elle n'a pas été reprise en album.

## Histoire
Sam est un samouraï qui commence sa carrière en étant déboucheur de WC. Il devient ami avec Foxy, un renard qui se métamorphose. Le seigneur Sudoku, qui est le seigneur de nombreux samouraï, envoie chercher un diamant dans l'anus d'un dragon. Après avoir réussi la mission, il passe une épreuve et est affecté au Groupe Z.